# Maurage
Maurage is een plaats in de Belgische provincie Henegouwen, en een deelgemeente van de Waalse stad La Louvière. Tot 1 januari 1977 was het een zelfstandige gemeente.

## Bezienswaardigheden
- De Sint-Jan-de-Doperkerk (Église Saint-Jean-Baptiste) werd gebouwd in 1420 en in 1862 deels herbouwd.
- Het Château Reine Astrid is een kasteeltje dat de woning was van de directeur van de mijnen, tegenwoordig een verzorgingshuis met de naam: les Jardins d'Astrid.

## Natuur en landschap
Maurage ligt aan de Hene. Er zijn enkele mijncités gebouwd en ook enkele mijnterrils zijn nog zichtbaar. De hoogte aan de kerk bedraagt 56 meter.

## Economie
In 1827 werd een concessie voor steenkoolwinning uitgegeven. In 1840 kwam een eind aan deze activiteit door een overstroming van de mijn. In 1872 werden drie schachten aangelegd en werd vette en halfvette steenkool gewonnen. In 1961 sloten de mijnen. Vanwege de steenkoolwinning zijn veel immigranten in Maurage komen wonen.

## Demografische ontwikkeling
- Bronnen:NIS, Opm:1831 tot en met 1970=volkstellingen, 1976= inwoneraantal op 31 december

## Geboren
- Floriano Vanzo (28 april 1994), voetballer

## Nabijgelegen kernen
Strépy-Bracquegnies, Trivières, Bray, Boussoit, Thieu

## Externe links

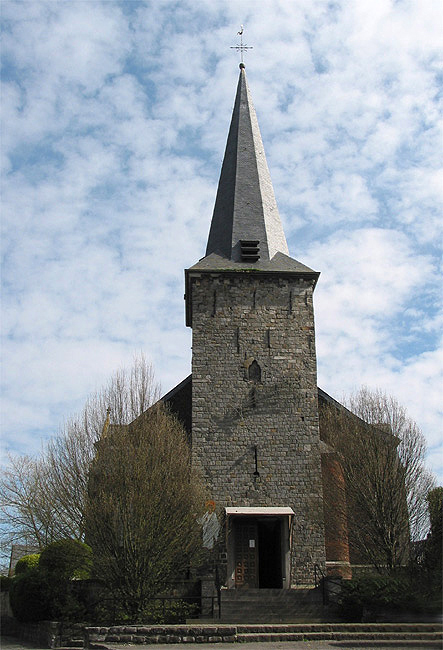
Maurage, Saint Jean-Baptiste kerk
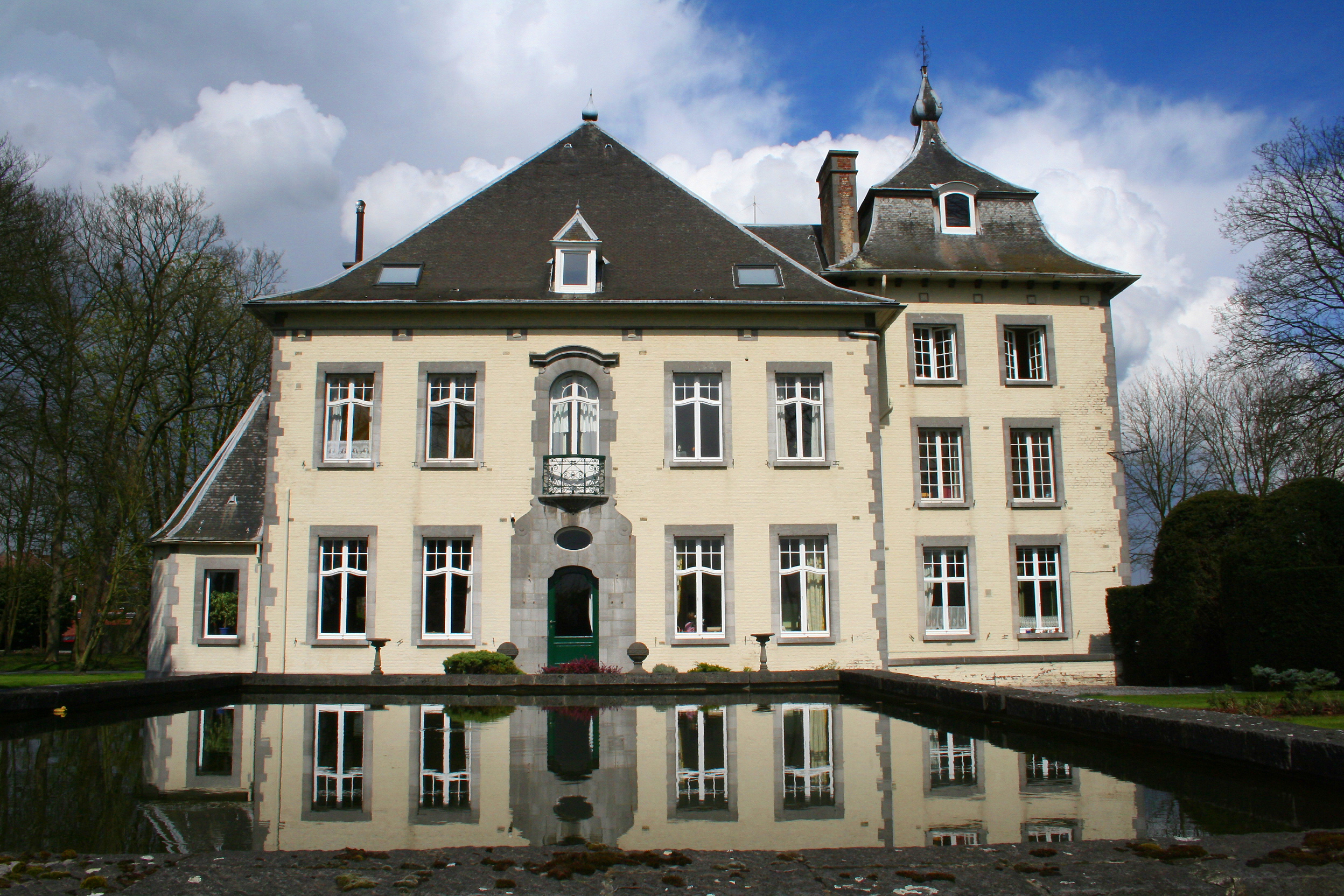
Maurage, Saint-Jean kasteeltje